# ジェシー・ハリス
ジェシー・ハリス（Jesse Harris、男性、1969年10月24日 - ）は、アメリカ合衆国のシンガーソングライター。2002年にノラ・ジョーンズに提供した楽曲「Don't Know Why」でグラミー賞を受賞した。

## 略歴
1969年、ニューヨークに生まれる。母親はテレビドラマ（ソープ・オペラ）に出演する女優である。10歳の頃、父親にピアノを習うことを勧められ、17歳でギターを始める。きっかけは、母親から、貸していたアパートのクローゼットに置き忘れられていたギターをもらったこと。大学生の頃は作家志望だった。好きな小説はヘンリー・ミラーの『南回帰線』と『アラビアン・ナイト』（なお、2016年に短編小説 A Camp Storyを発表している）。
1995年に当時ガールフレンドだったレベッカ・マーティンと「ワンス・ブルー（Once Blue）」を結成してEMIからメジャー・デビュー。カート・ローゼンウィンケルなども参加した、たった1枚のアルバム『ワンス・ブルー』を発表したのみで解散 (1997年。なお、制作途中だった2枚目のアルバム収録予定曲は、2010年にiTunesでダウンロード販売を開始。2018年にはライブ・アルバム『1996 Live at the Handlebar』が発売となった）。
1998年に仲間と組んだバンドに、当時大学生だったノラ・ジョーンズを引き入れ全米をツアー、ノラはジェシーの楽曲を歌うようになる。2002年には彼女に提供した「ドント・ノー・ホワイ（Don't Know Why）」が大ヒットし、その年のグラミー賞の最優秀楽曲賞を受賞した。
ソロ活動では、ほぼ年に1枚のペースで新作をリリースし続けている。音楽プロデューサー、楽曲提供者やギタリストとしての活動も多く、リサ・ローブ、ジュエル、リチャード・ジュリアン (ザ・リトル・ウィリーズ)、マデリン・ペルー、ブライト・アイズ、トリスタン・プリティマン、平井堅、原田知世などの作品に参加している。
2006年公開の旧友・イーサン・ホーク監督の映画『痛いほどきみが好きなのに』では音楽を担当、俳優として出演も果たし、ヴェネツィア国際映画祭でレッドカーペットを歩いた。
2013年からはジョン・ゾーンのソングス・プロジェクトにボーカリストとして参加し、ヨーロッパのジャズ・フェスティバル等にも出演している。

## メジャー・デビュー後の活動

### 2001年 - 2010年
2001年までに、自主レーベル「ビーン・レコード」からジェシー・ハリス&ザ・フェルディナンドス名義でアルバムを3枚リリースしていたが、グラミー受賞後の2003年にはメジャー・レーベル「ブルー・サム・レコード」からアルバム『シークレット・サン』をリリースしてメジャー・デビューした。
2005年にヴァン・ダイク・パークス等が参加した『ホワイル・ザ・ミュージック・ラスツ』をリリースしたのち、2006年には再び自らのレーベル「シークレット・サン・レコード」を立ち上げ、初めてソロ名義（ジェシー・ハリス）でアルバム『ミネラル』をリリースした。
2007年発売の『フィール』はブラジル音楽の要素も強く取り入れた作品で、のちにアトムス・フォー・ピースのメンバーとなるブラジル人パーカッショニスト、マウロ・レフォスコも参加。
2008年発売の『ウォッチング・ザ・スカイ』はテリー・マニング（Terry Manning）との共同プロデュース。一部の楽曲は当時マニングが所有していた、クリス・ブラックウェル設立のスタジオ「コンパス・ポイント」（バハマ）での録音。次作『スルー・ザ・ナイト』(2010年)では全曲が同スタジオで録音された（なお、2010年9月にスタジオは閉鎖状態になっている）。
2009年3月25日には『レイト・ショー・ウィズ・デイヴィッド・レターマン』に出演、ノラ・ジョーンズらと共に「It Will Stay With Us」を披露した。
2010年『スルー・ザ・ナイト』発売。また同年、初めての全編インストゥルメンタルのアルバム『コスモ』をジョン・ゾーンのレーベル「ツァディク」から発表した。コスモ（Cosmo）という名称は、のちにインスト・アルバムを発表する際のバンド名ともなっている。その後、ジョン・ゾーンのソングス・プロジェクト（2013年-）にもボーカルとしてツアーに参加した。

### 2011年 - 2020年
2011年には、ニューヨークで行われた東日本大震災の被災者支援のためのチャリティ・ライブに出演。さらに8月には、アマンダ・ブレッカーの日本ツアーにギタリストとして同行した。
2012年6月に全編ブラジル録音のアルバム『サブ・ローサ』の発売に先行して来日ツアー（12ヶ所）を行った。また11月から行われたノラ・ジョーンズの南米ツアーに同行した。
2013年5月にジョン・ゾーンの「ソング・プロジェクト（マーク・リボー、マイク・パットン、ジョン・メデスキら参加）」でヨーロッパ・ツアーを行った。その直後。ヴィニシウス・カントゥアリアとダヂと共にトリオ・エストランジェイロス（「異邦人」の意）として、来日公演を行った。『ボーン・アウェイ』の発売に先立ち、各所でインストア・ライブも行っている。11月に再び来日し、ポール・ステュワートの75周年記念パーティ等に出席。また、女性シンガーソングライターのマーガレット・グラスピーらと新ユニット Sim Sim を組んで活動することを発表。
2014年もジョン・ゾーンのソング・プロジェクトに引き続き参加。ジュリアン・ラージやアンソニー・ウィルソン、ペトラ・ヘイデンとの共演ライブも行う。また9月発売のブラジル人女性シンガー、チエ（Tiê）のアルバムをプロデュースした。
2014年6月27日全米公開の映画『ゼイ・ケイム・トゥゲザー(原題)』（エイミー・ポーラー、ポール・ラッド主演）では、ノラ・ジョーンズが歌う挿入歌「It Was The Last Thing On Your Mind」の演奏シーンに出演。
2015年1月下旬にメキシコ・ツアーを行う。2月10日にブルックリンの2人組インストゥルメンタル・バンド、スター・ローバーとの共演アルバム『ノー・ロング・ノー・ライト』を発売。次作以降も、スター・ローバーとのアルバムの制作が続く。3月18日発売の原田知世のアルバム『恋愛小説』では「Don't Know Why」のカバーにコーラスとして参加。3月19日にはサウス・バイ・サウスウエストに出演、3月下旬にはブラジル・ツアーを行う。5月にはクラウドファンディングによって実現した来日ツアー。8月にロンドンでデヴィッド・バーンがキュレーターを務めたメルトダウン・フェスティバル に、ペトラ・ヘイデンのバックバンドとして出演。ペトラの新作アルバムもプロデュースしているほか、ソフィー・オースターのアルバムもプロデュースする。
2016年、ペトラ・ヘイデンとの共演アルバム『シームド・ライク・ア・グッド・アイデア』を発売。ペトラ・ヘイデン・シングス・ジェシー・ハリス名義。来日ツアーも行った。
2018年8月にデュオ「ワンス・ブルー」時代のライブ・アルバム『ライブ1996』が発売。9月には通算15作目のアルバム『アクアレル』が発売となる。12月に来日公演。
2019年2月13日放送の『ベストヒットUSA』（BS朝日）にゲスト出演。
2019年11月15日、16作目のアルバム『ソングス・ネバー・サング』をデジタル配信リリース。11月20日・21日にマヤ・ホークの来日公演にサポートとして同行。
2020年5月1日、オンラインでの開催となったジャズ・フェスティバル「JAZZ AUDITORIA in WATERRAS」に参加（公式サイトでアーカイブ配信）。8月にジョン・ゾーン-ジェシー・ハリスとして『ソングス・フォー・ペトラ』を発売。9月4日、マーク・ボラン&T・レックスのトリビュート・アルバム『AngelHeaded Hipster: The Songs of Marc Bolan and T. Rex』に「Great Horse」で参加。9月18日に17作目のアルバム『エヴァーラスティング・デイ』をデジタル配信リリースした（日本盤はInpartmaintからCD発売）。

### 2021年 - 2025年
2021年、6月11日にシングル「News & Coffee」を配信リリース。8月20日（日本では9月10日）、ヴィニシウス・カントゥアリアとのコンビ名義でアルバム『Surpresa』を発売。
2022年、3月にインスト・バンド、Cosmoとして配信シングルをリリース。4月28日にオンライン配信されたノラ・ジョーンズの『Come Away With Me』20周年盤リリース記念ライブに出演。6月24日にCosmoのインスト・アルバム『バット・ウェン？』を配信とLPで発売（日本盤はInpartmaintからCD化）。同30日、『痛いほど君が好きなのに（The Hottest State、2006年）』のLPレコードを発売。18枚目のアルバム『シルバー・バルーン』を配信とLPで発売。
2023年、Cosmoとして2作目のインスト・アルバム『スプリング・ソング』を配信とLPで発売。10月には、かつて自身が作品をプロデュースするなどした日本のミュージシャンが勢ぞろいして、日替わりで共演する来日公演を行った。
2024年1月に、デビュー作のプロデュースを務めたギャビ・アルトマンの来日ツアーにギタリストとして同行。11月には、日替わりの日本人ミュージシャン（阿部芙蓉美、馬場俊英、藤原さくら、SiMoN、Caravan、おおはた雄一）をゲストに迎えた来日ツアーを行う。19枚目のアルバム『ペーパー・フラワー』と、全曲非英語詞のEP『プチ・フォーリー』をリリース。
2025年5月に、ギャビ・アルトマンとの共演ライブ（5月11日・12日、ブルーノート東京）のために来日。

## 親日家
頻繁に来日公演を行う親日家であり、畠山美由紀やおおはた雄一、Port of Notesといった、日本のミュージシャンのアルバムをプロデュースすることにも積極的。平井堅やbird、原田知世のアルバムに参加したこともある。
2009年から2013年にかけて、自らのアルバム名をタイトルに冠した野外フェス「ウォッチング・ザ・スカイ」が東京・上野などで計6度開催された。これまでに、サニーデイ・サービス、ジョー・ヘンリーなどが出演した（自身は出演しない年もあった）。
アルバム『サブ・ローサ』には「神田の昼下がり (Afternoon in Kanda)」という曲が収録されている。
2015年のアルバム『No Wrong No Right』には「Miyazaki」という曲が収録された。2014年のインタビューによると、ある時、風邪をひいていた時期に、宮崎駿作品を繰り返し観ていたことから、そのとき作っていた曲に「Miyazaki」とタイトルをつけたという。

## 映画『痛いほどきみが好きなのに』およびイーサン・ホークとの交流
俳優イーサン・ホークの監督2作目となる映画『痛いほどきみが好きなのに』(2006年、日本公開は2008年5月17日)に歌手の役で出演。劇中歌とスコアのほとんどを担当した。映画は2006年のヴェネツィア国際映画祭に出品され、レッドカーペットを他の出演者とともに歩いた。
劇中挿入歌には、本人の歌う新曲と、過去のジェシー・ハリスの曲をノラ・ジョーンズ、ウィリー・ネルソン、エミルー・ハリス、ブライト・アイズ、ファイスト、キャット・パワー、ブラッド・メルドーなどがカバーしたものが使用されている（ほんの数曲、他のミュージシャンのカバーも流れる）。参加ミュージシャンは、「脚本の中のそのシーンを一番体現してくれる、その曲を通して饒舌に語ってくれる」ことを基準に選ばれた。
劇中歌とスコアを収録したサウンドトラック（Hickory Records）は、米国デイリーニューズ (ニューヨーク)紙の2007年間CDトップ10の6位にランクイン、日本でもタワーレコードのウェブサイトで年間優秀作品として取り上げられるなど高い評価を得た。
日本盤はソニーから発売。JUJUが日本語で歌う"Somewhere Down The Road"(訳詞:TAMAKI MORI、TSUBASA NISHITANI)がボーナストラックとして収録された。また日本では劇場公開時のエンディング曲も、オリジナル版のファイストではなく、JUJUのバージョンが使用された。ソフト化の際はファイストのバージョンとなっている。
監督のイーサン・ホークはジェシー・ハリスの音楽を「この映画でのナレーションの役目」と語っている。イーサンは出会った当初のジェシーについて「あまりにルックスがよくて女の子がみんな夢中になった」ので当時は彼のことが気に入らなかったという。（なお、イーサンの主演映画『恋人までの距離』(1995年)、『ビフォア・サンセット』(2005年)、『ビフォア・ミッドナイト』(2013年)での彼の役名はジェシーである。）
対するジェシーはイーサンについて「初めて出会ったのは、イーサンが僕のライブをNYのブリーカー・ストリートにあるクラブに観に来てくれたときかな。ライブが終わった後、「とても楽しかったよ」と挨拶に来てくれたんだ。若くて、ルックスもよくて、そのとき着ていた革のジャケットも似合っていて、とてもカッコよかった。1998年にユマ（・サーマン）と結婚するまでの数年間は、よく遊んでいたよ。結婚して、（娘の）マヤが生まれてからはとても忙しくなって、僕もジェシー・ハリス＆ザ・フェルディナンドスというバンドを結成してツアーに出ていたので、彼と会う機会は減ってしまった。でも、『痛いほどきみが好きなのに』が制作されるときに、彼が「音楽を作曲してほしい」と声を掛けてくれたんだ。イーサンとのコラボレーションはとても楽しかったよ。その作品をきっかけに、彼と会う機会が増えたんだ。」と語っている。
映画製作期間中は「とても時間のかかる工程だったけど、ひとつも難しいことはなくて、とにかく楽しかったよ。自分が作った曲を劇中でどう構成していくか、自由に考えることができたんだ。イーサンに音楽のテーマだけ伝えて、彼とそれぞれのシーンに合うものを選んで、映画を観ながら即興で作った曲もあった。こういった過程を経験して、映画監督の視点を学ぶことができたんだ。実は作曲家の多くが、映画音楽を手がけるのは最悪なことだと思っているんだよ。最近の映画を観たら分かると思うけど、作曲家が楽しんで曲を作れていないんだ。『ティファニーで朝食を』（1961年）や『ゴッドファーザー』（1972年）、『ロッキー』（1976年）、『スター・ウォーズ』（1977年）、『レイダース／失われたアーク《聖櫃》』（1981年）などの映画では、音楽が俳優の演技と同じくらい、とても重要な位置にあった。最近の映画音楽はムード作りのためだけのもので、とても機能的になって個性が失われてしまっている。でも、イーサンは僕にすべてを託してくれて、僕らが作った音楽を劇中で大切に使ってくれたんだ。」と語っている。
2017年ごろからイーサンの長女マヤ・ホークと曲制作を開始、2019年にデビュー曲「To Love A Boy」、2020年のデビューアルバム「Blush」をそれぞれプロデュースしている。

## ディスコグラフィ

### アルバム

#### Once Blue 在籍時
| タイトル / 原題                   | 年                     | レーベル | 日本盤レーベル | 備考 |
| --------------------------------- | ---------------------- | -------- | -------------- | --- |
| ワンス・ブルー Once Blue          | 1995年/ 2003年/ 2010年 | EMI      | 東芝EMI        | 現在は中古盤のみ。 2003年に未発表曲9曲を追加しCCCDで日本盤のみ再発。 2010年に未発表曲も含めiTunes Storeでダウンロード発売開始 |
| ライブ 1996 Live at the Handlebar | 2018年                 | larrecca | コアポート     | [ 24 ] |

#### Jesse Harris and The Ferdinandos 名義
| No. | タイトル / 原題                                          | 年     | レーベル         | 日本盤レーベル           | 備考                                        |
| --- | -------------------------------------------------------- | ------ | ---------------- | ------------------------ | ------------------------------------------- |
| 1   | Jesse Harris and The Ferdinandos                         | 1999年 | Bean             | 未発売                   | "Don't Know Why"収録アルバム                |
| 2   | Crooked Lines                                            | 2001年 | Bean             | 未発売                   | 独ulfToneレーベル版あり                     |
| 3   | Without You                                              | 2002年 | Bean             | 未発売                   |                                             |
| －  | ジェシーズ・ボックス（編集盤）                           | 2002年 | （日本盤のみ）   | DefSTAR                  | 初めて日本で発売された作品 現在は中古盤のみ |
| 4   | シークレット・サン The Secret Sun                        | 2003年 | Verve/Blue Thumb | ユニバーサルミュージック | [ 24 ]                                      |
| 5   | ホワイル・ザ・ミュージック・ラスツ While The Music Lasts | 2004年 | Verve Forecast   | ユニバーサルミュージック |                                             |

#### Jesse Harris 名義　（一部別名）
| No. | タイトル / 原題                                         | 発売年 | レーベル                      | 日本盤レーベル             | 備考                                                     |
| --- | ------------------------------------------------------- | ------ | ----------------------------- | -------------------------- | -------------------------------------------------------- |
| 6   | ミネラル Mineral                                        | 2006年 | Secret Sun                    | プランクトン               | [ 24 ]                                                   |
| 7   | フィール Feel                                           | 2007年 | Velour Music Group/Secret Sun | プランクトン               | 日本盤は曲順が違う                                       |
| 8   | ウォッチング・ザ・スカイ Watching the Sky               | 2009年 | Mercer Street/Secret Sun      | プランクトン               | [ 24 ]                                                   |
| 9   | スルー・ザ・ナイト Through The Night                    | 2010年 | Mercer Street/Secret Sun      | プランクトン               | [ 24 ]                                                   |
| 10  | コスモ Cosmo                                            | 2010年 | Tzadik/Secret Sun             | ディスクユニオン           | 全曲インスト・アルバム                                   |
| 11  | サブ・ローサ Sub Rosa                                   | 2012年 | Dangerbird/Secret Sun         | ヒルストーン               | [ 24 ] [ 25 ]                                            |
| 12  | ボーン・アウェイ Borne Away                             | 2013年 | Secret Sun                    | ヒルストーン               | [ 24 ] [ 25 ]                                            |
| 13  | ノー・ロング・ノー・ライト No Wrong No Right            | 2015年 | Dangerbird                    | ヒルストーン               | スター・ローバーとの共演作                               |
| 14  | ミュージック・フォー・カメレオンズ Music For Chameleons | 2017年 | Sunny Side                    | キング・インターナショナル | スター・ローバーとの共演作                               |
| 15  | アクアレル Aquarelle                                    | 2018年 | Secret Sun                    | ソニー                     | スター・ローバーとの共演作                               |
| 16  | ソングス・ネバー・サング Songs Never Sung               | 2019年 | Secret Sun                    | 未発売                     | デジタル配信および LPレコードでの発売                    |
| 17  | エヴァーラスティング・デイ Everlasting Day              | 2020年 | Secret Sun                    | インパートメント           | デジタル配信および LPレコードでの発売 （日本のみCD発売） |
| 18  | シルバー・バルーン Silver Balloon                       | 2022年 | Secret Sun                    | 未発売                     | デジタル配信および LPレコードでの発売                    |
| 19  | ペーパー・フラワー Paper Flower                         | 2024年 | Secret Sun                    | 未発売                     | デジタル配信および LPレコードでの発売                    |

##### シングル、EP
- 「Secret Sun (2010 Single Version)」（2010年） 米・コロナビールのCMに使われたことを機にiTunes Storeでダウンロード発売。[26]
- 「News & Coffee」（2022年）　配信のみ
- 「Ride On / Wild Horse」（2024年）　配信のみ
- 「Petite Folie EP」（2024年）　配信のみ

#### Petra Haden Sings Jesse Harris 名義
| No. | タイトル / 原題                                                | 発売年 | レーベル  | 日本盤レーベル             | 備考                   |
| --- | -------------------------------------------------------------- | ------ | --------- | -------------------------- | ---------------------- |
| 1   | シームド・ライク・ア・グッド・アイデア Seemed Like A Good Idea | 2016年 | Sunnyside | キング・インターナショナル | スター・ローバーも参加 |

#### John Zorn Jesse Harris 名義
| No. | タイトル / 原題 | 発売年 | レーベル | 日本盤レーベル | 備考             |
| --- | --------------- | ------ | -------- | -------------- | ---------------- |
| 1   | Songs for Petra | 2020年 | Tzadik   |                | 2021年にLPも発売 |
| 2   | Love Songs Live | 2024年 | Tzadik   |                |                  |

#### Jesse Harris & Vinicius Cantuaria 名義
| No. | タイトル / 原題 | 発売年 | レーベル  | 日本盤レーベル | 備考 |
| --- | --------------- | ------ | --------- | -------------- | ---- |
| 1   | Surpresa        | 2021年 | Sunnyside |                |      |

### 映画サウンドトラック
- 痛いほどきみが好きなのに The Hottest State (2007年) - 書き下ろし曲のほか、ジェシー・ハリスの過去の作品に収録されている曲を他のミュージシャンがカバー、または自身で再録音した内容。日本盤にはボーナストラックが追加収録されている。2022年にLPもリリース。

### その他
テレビ
•ドラゴン・テイルズ Dragon Tails （1998年） - 子供向けテレビアニメのテーマソング
舞台
•Arrivals （2007年） - ニューヨークのバンク・ストリート・シアターで上演された舞台

### PV
- 「All My Life」(2003年) [27]
- 「Wild Eyes」(2004年) [28]
- 「Slow Down」(2006年)[28]
- 「Feel」(2007年)[28]
- 「How Could It Take So Long?」(2007年) [29]
- 「It's A Long Way Just To Say Hello」(2010年)[28]
- 「Little Star」(2010年)[28]
- 「All Your Ways」(2012年)[28]
- 「Rocking Chairs」(2012年)[28]
- 「Tant Pis」(2012年)[28]
- 「I Won't Wait」(2012年)[28]
- 「Sad Blues」(2012年)[28]
- 「You Were Bound To Fly Away」(2012年)[30]
- 「Borne Away」(2013年) シャーロット・ケンプ・ミュール出演 [31]

### プロデュース作品
- 畠山美由紀 – Summer Clouds, Summer Rain (エイベックス, 2007年)
- Port of Notes – Luminous Halo～燦然と輝く光彩～ (エイベックス, 2009年)
- おおはた雄一 – Music From The Magic Shop (ワーナー, 2008年)
- おおはた雄一 – 光を描く人 (日本コロムビア, 2010年)
  - 提供曲「今ならきっと (おおはた雄一 作詞) 」はアルバム「スルー・ザ・ナイト」の日本盤に ボーナストラック「Nothing At All」としても収録されている。
- ニッキ・ヤノフスキー – Nikki (邦題:ニッキー～フォー・アナザー・デイ) (Decca, 2010年)
- アマンダ・ブレッカー（英語版） – ブロッサム (Universal, 2011年)
  - キャロル・キングとジェイムズ・テイラー作品のカバー集。
- アマンダ・ブレッカー - ウェイ・トゥ・ビー (Universal, 2014年)
  - マリオ・カルダート・ジュニア（英語版）との共同プロデュース。
- Butter The Children – True Crime EP (Downtown, 2013年)
  - 初めてロック・バンドのプロデュースを手がけた。
- チエ(Tiê)（ポルトガル語版） - Esmeraldas (Warner, 2014年)
- マヤ・ホーク - Blush (Mom & Pop、2020年）

### 参加作品
1995年
- リサ・ローブ – Tails (Geffen) – ギター

Sandalwood
- The Hatters – You Will Be You (Atlantic) – ギター

1996年
- ジュエル – You Were Meant For Me（シングル版） (Atlantic) – ギター

1999年
- レベッカ・マーティン (Rebecca Martin) - Thoroughfare (Sunnyside) - 作曲

Goodbye My Love / Your Arms Around Me Now / Thoroughfare / Joey / The Red Wall(以上が共作) / All Day Long I've Been Crying
- Marie Frank – Ancient Pleasures (BMG Denmark) – 作曲、ギター

Right Beside You （共作）
- シーマス・ブレイク – Stranger Things Have Happened (Fresh Sounds New Talent) – ギター

2001年
- ノラ・ジョーンズ – EP First Sessions (Blue Note) – 作曲、ギター

Don't Know Why (Demo) / Something Is Calling You (Demo)
- ショーン・ウェイランド – The Colossus of Rhodes (DIW) – ギター
- レベッカ・マーティン - Middle Hope (Fresh Sound) - 作曲

One Flight Down(共作) / Then a Wall Came Up Inside Me
2002年
- ノラ・ジョーンズ – Come Away With Me (邦題:ノラ・ジョーンズ) (Blue Note) – 作曲、ギター

ドント・ノー・ホワイ / Shoot the Moon / I've Got to See You Again / One Flight Down(共作) / The Long Day Is Over(共作)
2003年
- リッキー・ファンテ Ricky Fanté – Rewind (Virgin) – 作曲、ギター
- 平井堅 – Ken's Bar (Defstar) – 作曲、編曲、ギター

ドント・ノー・ホワイ
- bird - Double Chance (ソニー) - 作曲

喜怒哀楽も (bird 作詞)
2004年
- ノラ・ジョーンズ – Feels Like Home (Blue Note) – ギター
- マデリン・ペルー（Madeleine Peyroux） – Careless Love (Rounder) – 作曲

Don't Wait Too Long (共作)
2005年
- ブライト・アイズ – I'm Wide Awake, It's Morning (Saddle Creek) – ギター
- ブライト・アイズ – Motion Sickness (Team Love) – ギター

The Biggest Lie (エリオット・スミスのカバー)
- ジョナサン・ライス（Johnathan Rice） – Trouble Is Real (Warner Brothers) – 作曲、ギター、ドラム
- リズ・ライト – Dreaming Wide Awake (Verve) – 作曲

Hit The Ground (共作) / Without You
2006年
- トリスタン・プリティマン – Twentythree (Virgin) – 作曲、ギター

Simple As It Should Be
- リチャード・ジュリアン – Slow New York (Manhattan) – ハーモニカ
- サーシャ・ダブソン – Modern Romance (Secret Sun) – プロデュース、作曲、ギター

Without You / Been Here Before (共作) / Crescent (共作) / Follow Through (共作) / End Of Autumn (共作) / I Never Changed My Mind
- マデリン・ペルー – Half The Perfect World (邦題 : ハーフ・ザ・パーフェクト～幸せになる12の方法) (Rounder) – 作曲

A Little Bit (共作) / Once In A While (共作) / California Rain (共作)
- オムニバス - October Project Coverd

Ariel (ギター)
2007年
- ノラ・ジョーンズ – Not Too Late (Blue Note) – ギター、ギターバンジョー

Wish I Could / Sinkin'Soon / The Sun Doesn't Like You / Until The End / Not My Friend
- ジェシー・ベイリン (Jessie Baylin) – You (Hickory) – プロデュース、作曲、ギター

2008年
- ソロモン・バーク – Like A Fire (Shout Factory) – 作曲、ギター、歌
- プリシラ・アーン – ボーナス・トラック “We Were Free” (Blue Note) – 作曲、ギター
- ジェシー・ベイリン – Firesight (Verve) – 作曲

Leave Your Mark (共作)
- レベッカ・マーティン - The Growing Season (Sunnyside) - 作曲

Talking (共作)
2009年
- The Verbs – Trip (Jay-Vee Records) – 作曲

Work It Out (共作)
- メロディー・ガルドー (Melody Gardot) – My One And Only Thrill (Universal) – 作詞

Our Love Is Easy / Rain / Pretend I don't exist(日本盤ボーナストラック)
- フォホー・イン・ザ・ダーク – Light A Candle (Natgeo) – 作曲、歌
- ノラ・ジョーンズ – The Fall (Blue Note) – 作曲、ギター

Even Though (共作) / Tell Yer Mama (共作)
- ノラ・ジョーンズ – Deluxe Edition of Come Away With Me (Blue Note) – 作曲、ギター

Something Is Calling You (Original Demo Version)
2010年
- ノラ・ジョーンズ - iTunes Originals (iTunes) - 作曲、ギター

Even Though (別バージョン) / Sleep Won't Come
- シコ・ピニェイロ Featuring ダイアン・リーヴス ＆ ボブ・ミンツァー – There's A Storm Inside (Sunnyside) – 作曲

There's A Stome Inside
- ジョシュア・ラディン（Joshua Radin） – The Rock And The Tide (Mom and Pop Records) – 作曲

We Are Only Getting Better (共作)
- Eileen Hunter - I Miss The Sky (Clifford Street) - 作曲

2011年
- フェデリコ・オーベル – Berlin 13 (Eighteenth Street Lounge) – 作曲

Bohemian Rhapsody in Blue （共作）
- マリーザ・モンチ – O Que Você Quer Sabe De Verdade (邦題:あなたがほんとうに知りたいこと) (EMI) – ギター

Amar Alguem (邦題:誰かを愛すること)
- マリア・ガドゥ (Maria Gadú) – Mais Uma Pagina (Som Livre) – 作曲、ギター、プロデュース
- Ila & The Happy Trees – Little World (Tube Jam) – ギター
- アリッサ・グラハム (Alyssa Graham) - The Lock, Stock & Soul EP (iTunesダウンロード販売) - 歌とギター

Watching The Sky （アルバム「The Lock, Stock & Soul」日本盤のボーナストラックにも収録）
2012年
- Alexia Bomtempo - I Just Happen To Be Here (Rip Curl) (カエターノ・ヴェローゾ作品のカバー集) - ギター

Lost In The Paradise
- Wax Poetic - On A Ride, featuring Jovanotti (Nublu) - 作曲
- ヴィニシウス・カントゥアリア (Vinicius Cantuaria) - Indio de Apartamento（邦題:アパート暮らしのインヂオ） (Nublu) - 歌

This Time
- ピエール・アデルニ (Pierre Aderne) – Bem Me Quer Mar Me Quer – 作曲、ギター

2013年
- ティアゴ・イオルク (Tiago Iorc) – Zeski (Som Livre) - ギター、作曲

It's a Fluke (共作)
2015年
- 原田知世 - 恋愛小説 (ユニバーサル) - コーラス

Don't Know Why

## 曲が使用されたテレビ番組・映画など
太字はサウンドトラックに曲が収録されたもの。
- フェリシティの青春 - シーズン4 エピソード13 "意地よりキスを" (2002年。エピソード原題 Kiss and Tell [33])

"Another Place"
- エイリアス (テレビドラマ) シーズン1 エピソード13 "拷問"（2002年。エピソード原題The Box: Part 2）

"Rockaway"
- Dear フランキー（2004年。原題Dear Frankie）

"Secret Sun"（劇中でもフルコーラスで使用）
- チェイシング・リバティ（2004年、アメリカ映画。日本劇場未公開。原題Chasing Liberty）

"If You Won't"
- BONES -骨は語る- - シーズン2 エピソード15 "赤いテープ"（2007年。エピソード原題Bodies in the Book）

"Secret Sun"（エンディング曲）
- 寝取られ男のラブ♂バカンス（2008年。原題Forgetting Sarah Marshall）

"Secret Sun"
- コロナエクストラのCM - Find Your Beach編 （2010年、アメリカ）

"Secret Sun"
同時期に配信でシングル版が発売された。
- FRINGE (テレビドラマ) - シーズン2 エピソード11 "エダイナ"（2010年。エピソード原題Johari Window）

"Light As A Feather"
- ヴィダル・サスーン (2010年、アメリカ。ヴィダル・サスーンのドキュメンタリー映画。原題Vidal Sassoon: The Movie)

"Karass"
日本の番組
- 世界の車窓から （テレビ朝日系）

2004年2月12日 "Just A Photograph"
2004年9月5日 "I Never Changed My Mind"
- 谷中暮色 Deep In The Valley （2009年の映画） - 主題歌

"This Is Goodbye"（畠山美由紀の歌う日本語版）
- A-Studio （TBS系）

"I Don't Want to Change Your Mind"

## 来日公演
2002年
12月に「Jesse's Box」の発売に合わせ来日。12月21日にHMV横浜VIVRE店でインストアライブの後、下北沢ラ・カーニャで公演。共演はMAMALAID RAG。この時の模様はCS放送Veiwsic(現MUSIC ON! TV)の番組で紹介された。
2005年
- 9月5日、6日 大阪・ブルーノート
- 9月7日 東京・渋谷 Duo Music Exchange
- 9月9日、10日 神奈川・ Motion Blue Yokohama

```
来日メンバー
[
34
]
:
Jesse Harris- vocals, guitar
Tim Luntzel - bass
Jon Dryden - hammond b3
Andrew Borger - drums
```

2006年
1月にトリスタン・プリティマンのギターサポートとして、4月に「Mineral」の発売に合わせて来日。ゲストとしてサーシャ・ダブソンも同行。アースデイコンサートのイベントにも出演。
- [トリスタン・プリティマン来日ツアーのサポート（ギター、バンジョー、ボーカル）]

1月22日、23日 東京・渋谷クラブクアトロ
1月24日 愛知・名古屋クラブクアトロ
1月25日 大阪・心斎橋クラブクアトロ
1月27日 広島クラブクアトロ
- [インストアライブ] 1月28日 HMV渋谷店、タワーレコード新宿店

- 4月18日 心斎橋クラブクアトロ
- 4月19日 広島クラブクアトロ
- 4月20日 京都 磔磔
- 4月21日 名古屋クラブクアトロ
- 4月22日 渋谷クラブクアトロ opening act：おおはた雄一
- [ アースデイ2006 イベント] 4月23日 代々木公園 サーシャ・ダブソンとのデュオ。

```
来日メンバー:
Jesse Harris- vocals, guitar
Tim Luntzel - bass
Jon Dryden - hammond b3
Andrew Borger - drums
Sasha Dobson - vocals
```

2007年
3月にサーシャ・ダブソン、リチャード・ジュリアンと共にユニットを組んで来日した。
- 3月8日 京都 磔磔 opening act：おおはた雄一
- 3月9日 大阪 かわちながのラブリーホール opening act：おおはた雄一
- 3月10日 舞浜 クラブ イクスピアリ
- 3月11日 渋谷 クラブ クアトロ guest：畠山美由紀

- [インストアライブ] 3月11日 タワーレコード渋谷店

```
来日メンバー:
Jesse Harris (Vocals, Guitar)
Sasha Dobson (Vocals)
Richard Julian (Vocals, Guitar)
Tim Luntzel (Bass)
Dan Rieser (Drums)
```

2009年
- 3月27日 グリーンホール相模大野(神奈川県) with おおはた雄一
- 3月31日 ブルーノート東京 (東京都) with 畠山美由紀
- 4月4日 上野恩賜公園野外ステージ(東京都)

歌と花見の野外フェスティバル Watching The Sky 2009
出演 - キセル、おおはた雄一、Port of Notes、サニーデイ・サービス
- 4月6日 名古屋クラブクアトロ(愛知県) オープニングゲスト：キセル
- 4月7日 クラブマイロ(富山県) オープニングゲスト：キセル
- 4月10日 CIB(熊本県) オープニングゲスト：Saigenji
- 4月11日 福岡イムズホール(福岡県) with 畠山美由紀
- 4月12日 広島クラブクアトロ(広島県) オープニングゲスト：キセル
- 4月14日 心斎橋クラブクアトロ(大阪府) オープニングゲスト：キセル
- 4月15日 磔磔(京都府) オープニングゲスト：キセル

- [インストアライブ]

3月28日 アップルストア銀座店（"Sherpa Report" 公開収録）、タワーレコード新宿店
3月29日 HMV横浜VIVRE店 （飛び入りゲスト 畠山美由紀）
4月3日 HMV渋谷店
```
来日メンバー
Jesse Harris (Vo, Guitar, Banjo)
Robert Di Pietro (Percussion :4/4～4/15出演)
Robert Jost (Bass, French horn, Ukulele :4/4～4/15出演）
```

2010年
- 4月4日 日比谷公園野外音楽堂（東京都）

ウォッチング・ザ・スカイ'10
出演 - ジョー・ヘンリー、アン・サリー、ハンバート ハンバート、エミ・マイヤー、おおはた雄一
- 4月6日 サムズ・アップ（神奈川県）

ジェシー・ハリスとおおはた雄一
共演 - おおはた雄一(vo,g)、伊賀航(b)、北山ゆう子(ds)
```
来日メンバー（4月）
Jesse Harris (Vocal,Electric Guitar)
Bill Dobrow (Percussion)
```

- 10月10日 朝霧アリーナ（静岡県）

朝霧JAM RAINBOW STAGE 13:30 - 14:20
- 10月12日 渋谷 クラブ・クアトロ （東京都）
- 10月13日 磔磔 （京都府）
- 10月14日 フォルツァ総曲輪 （富山県）
- 10月15日 広島 クラブ・クアトロ （広島県）
- 10月16日 福岡 ROOMS （福岡県） with Port of Notes ＆ 平戸祐介（quasimode） [2ステージ]
- 10月18日 名古屋 ブルーノート （愛知県）[2ステージ]

```
来日メンバー（10月）
Jesse Harris (Vocal,Electric Guitar)
Bill Dobrow (Drums)
Guilherme Monteiro (Bass)
Hannah Cohen (Cho.)
```

2011年
プロデュースを担当したアマンダ・ブレッカーの来日にギタリストとして同行した。（8月5日 神奈川・MOTION BLUE YOKOHAMA、8月7日 東京・丸の内 COTTON CLUB、8月6日 神奈川・葉山マリーナ『真夏の夜のJAZZ in HAYAMA～tribute to Bill Evans』、8月9日 愛知・名古屋ブルーノート）
2012年 - サブ・ローサ ジャパン・ツアー
- 6月30日 上野恩賜公園野外ステージ (東京)

ウォッチング・ザ・スカイ Vol.5
出演 - ジム・カンピロンゴ（リトル・ウィリーズ）、七尾旅人、i-dep、アフルレッドビーチサンダル、Predawn
- 7月1日 横浜 Thumbs Up (神奈川)
- 7月2日 青山 SPIRAL RECORDS（東京）"夜の演奏会" vol.13（インストア・ライブ）
- 7月4日 名古屋 CLUB QUATTRO (愛知)
- 7月6日 京都 磔磔
- 7月7日 SECOND SIGHT (熊本)

ゲスト：bonobos
- 7月8日 福岡 ROOMS

ゲスト：bonobos
- 7月9日 広島 CLUB QUATTRO

ゲスト：伊藤ゴロー
- 7月10日 梅田 CLUB QUATTRO (大阪)

ゲスト：伊藤ゴロー
- 7月12日 神戸 三宮トリトン・カフェ 北野店（兵庫）（インストア・ライブ）
- 7月14日 太閤山ランド (富山) サマーヴォイスカーニバル 2012 メインステージ
- 7月16日 渋谷 duo MUSIC EXCHANGE (東京)

ゲスト：おおはた雄一、畠山美由紀
```
来日メンバー
Jesse Harris - vocals, acoustic and electric guitar
Guilherme Monteiro - electric guitar
Jeff Hill - bass
Bill Dobrow - drums
```

2013年

TRIO ESTRANGEIROS 〜TOUR IN JAPAN 2013〜

トリオ・エストランジェイロスとしてツアー。
- 5月26日 横浜 サムズ・アップ（神奈川）
- 5月27日 名古屋 クラブ・クアトロ（愛知）
- 5月29日 広島 クラブ・クアトロ
- 5月30日 梅田 クラブ・クアトロ（大阪）
- 5月31日 磔磔（京都）
- 6月1日 吉田公園（静岡) 頂 ITADAKI 2013 フェスティバル
- 6月3日 渋谷 duo MUSIC EXCHANGE (東京)

```
来日メンバー
ジェシー・ハリス (Vo, AG)
ヴィニシウス・カントゥアリア (Vo, AG, Drums, Percussion)
ダヂ (Vo, AG, EG, Bass)
```

- [インストア・フリーライブ] （ジェシー・ハリス単独）

5月23日 巣巣（東京・等々力）
5月24日 Sanbancho Cafe サンバンチョウカフェ（東京・千代田区）
5月25日 SPIRAL RECORDS（東京・青山）- "夜の演奏会" vol.20 - ヴィニシウス・カントゥアリア、ダヂがゲスト出演
5月26日 東京オーヴァル京王閣 第3回東京蚕の市（東京・調布市）
6月2日 表参道ヒルズ（東京・渋谷区）
6月4日 フクモリ（東京・東神田）
6月4日 OnEdrop cafe ワンドロップカフェ（東京・千代田区）
6月5日 アムリタ食堂（東京・武蔵野市）- 「ボーン・アウェイ」発売記念ライブ
- 11月12日 代官山 蔦屋書店 (東京)

MEET THE SONG WRITER VOL.1 ジェシー・ハリスのソングライティング講座 - ゲスト：おおはた雄一
- 11月13日 Nui. (東京・台東区) - ゲスト：Predawn
- 11月13日 フクモリ (東京・東神田) - グリーン・スムージーの試飲付き
- 11月14日 綱町三井倶楽部 (東京・港区) - ピーター・バラカンとのトークショーあり

ニューヨークのファッションブランド、ポール・ステュアートの75周年記念パーティ
2015年
- 5月21日 渋谷 duo MUSIC EXCHANGE (東京) ／ゲスト : 原田知世、伊藤ゴロー／オープニングアクト: 藤原さくら

```
来日メンバー
Jesse Harris (Vocal, Guitar)
Star Rover (Guitarist Will Graefe and Drummer Jeremy Gustin)
```

- [ミニ・ライブ] (ジェシー・ハリス単独)

5月17日 タワーレコード新宿店 (観覧フリー)
5月18日 フクモリ マーチエキュート神田万世橋店 (観覧フリー)
5月19日 巣巣 (世田谷) ゲスト: 畠山美由紀
5月20日 キチム (吉祥寺) ゲスト: 中村まり
5月23日 TOUMEI (高尾) ゲスト: おおはた雄一
 2016年4月　ペトラ・ヘイデンとの共演
- 4月27日・28日・29日　ブルーノート東京

```
来日メンバー：Jesse Harris(g,vo)、Petra Haden(vo)、Will Graefe(g)、Ben Davis(b)、Jeremy Gustin(ds)
```

　[インストア・ライブ]
　4月25日　Blue Books Cafe JIYUGAOKA (東京)
　4月26日　Blue Books Cafe SHIZUOKA（静岡）
 2016年9月　キャンディス・スプリングスとの共演
- 9月8日・9日・10日　ブルーノート東京

```
来日メンバー：Kandace Springs(vo,p)、Jesse Harris(g)、Jesse Bielenberg(b)、Dillon Treacy(ds)
```

 2017年 
JESSE HARRIS MUSIC FOR CHAMELEONS TOUR IN JAPAN 2017
- 6月5日 (月) 名古屋 CLUB QUATTRO
- 6月6日 (火) 梅田 CLUB QUATTRO
- 6月7日 (水) 広島 CLUB QUATTRO
- 6月9日 (金) 京都 磔磔
- 6月10日 (土) 東京 COTTON CLUB
- 6月11日 (日) 東京 COTTON CLUB

```
来日メンバー：Jesse Harris(vo, g), Will Graefe(g, b, background vocals), Jeremy Gustin(ds, perc),
Jesse Carmichael(key, g, background vocals), Jason Lader(b, key)
```

 2018年 
- 12月17日・18日　ブルーノート東京

```
来日メンバー：Jesse Harris(g,vo)、Will Graefe(g,vo)、Ricardo Dias Gomes(b)、Jeremy Gustin(ds)
```

 2019年 
マヤ・ホークのサポート
- 11月20日・21日　ブルーノート東京

```
来日メンバー：Maya Hawke(vo)、Jesse Harris(g,vo)、Will Graefe(g)、Benjamin Lazar Davis(b)、Michael Riddleberger(ds)
```

### インタビューおよび記事
- New Audiogram : PREMIUM : Jesse Harris （2009年）
- 『bounce』誌 288号 (2007/6/25)
- Jesse Harris Interview - One on One （2003年、英語）
- Jesse Harris（ジェシー・ハリス） インタビュー - JJazz.Net blog (2012年)
- ジェシー・ハリス インタビュー | STUDIOVOICE (2012年)
- Imagista (2014年、英語)
- ジェシー・ハリス、ノラ・ジョーンズに提供 運命を変えた名曲誕生秘話 - Music Voice（2019年）
- 『ストレンジャー・シングス』ロビン役マヤ・ホークが音楽活動もしてるって知ってた？ ジェシー・ハリスとのコラボレーションについて語る - BANGER!!!
- NPR story on The Hottest State